# Línea Azul (Metro de Boston)
La línea Azul (en inglés: Blue line) es una de las cuatro líneas de tránsito rápido del Metro de Boston. El sistema consiste en 12 estaciones y es operado por la Autoridad de Transporte de la Bahía de Massachusetts o BMTA por sus siglas en inglés. La línea se extiende desde el noreste al suroeste desde la estación Bowdoin en Revere, Massachusetts hasta la estación Wonderland en Boston. La línea fue inaugurada en 1904 como trolebús.

## Historia

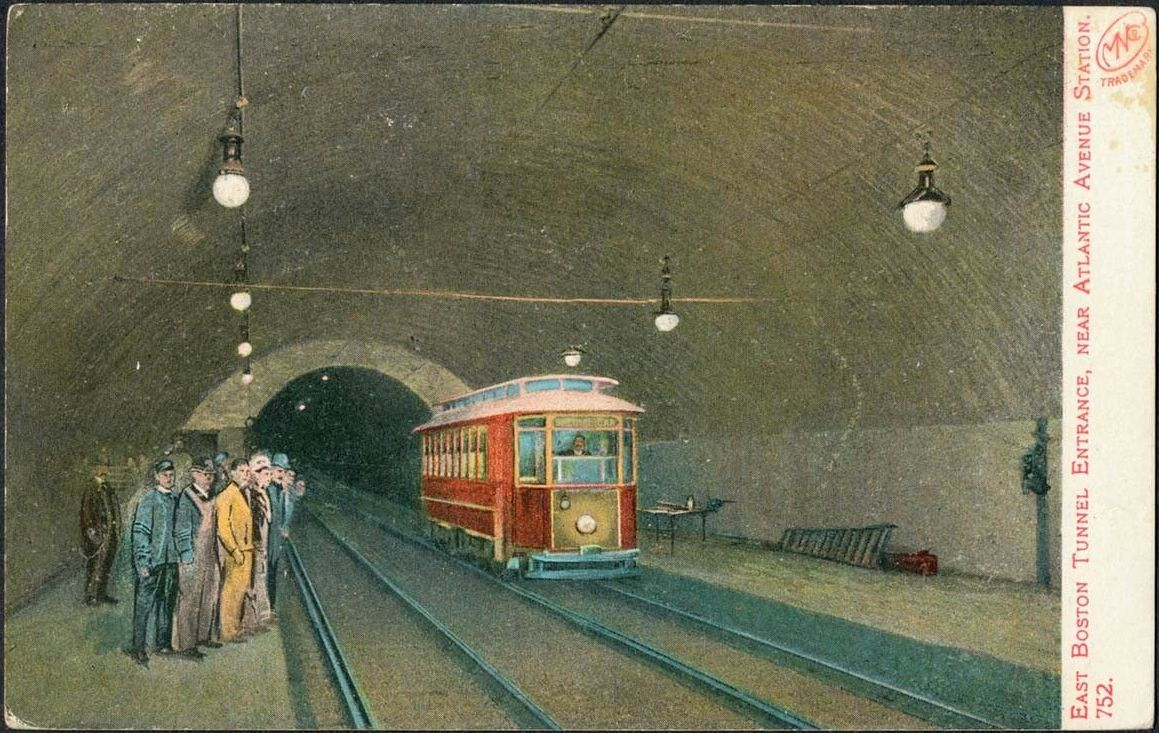
Entrada al túnel cerca de Atlantic (ahora Aquarium), 1906

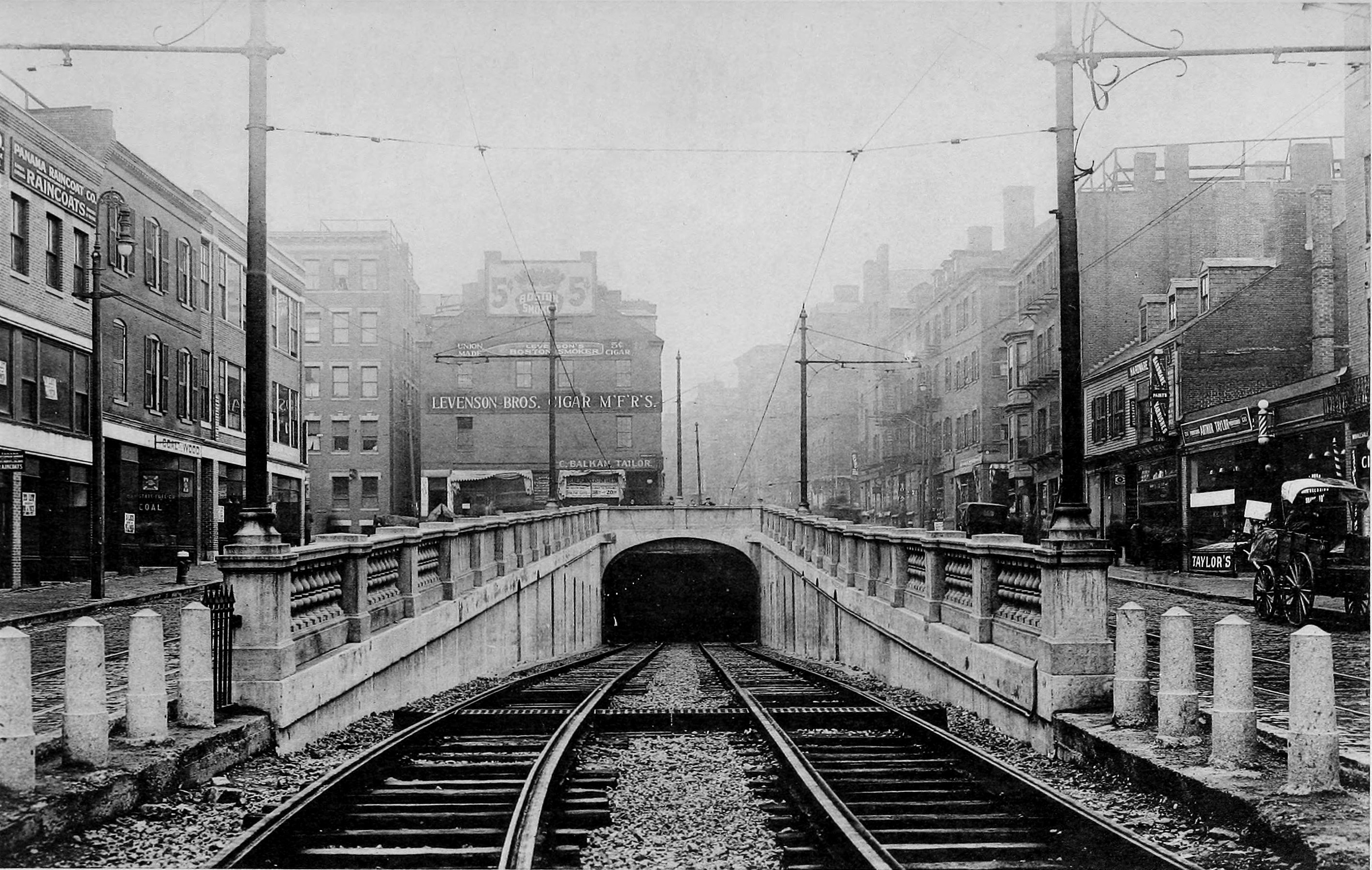
Joy Street, 1915

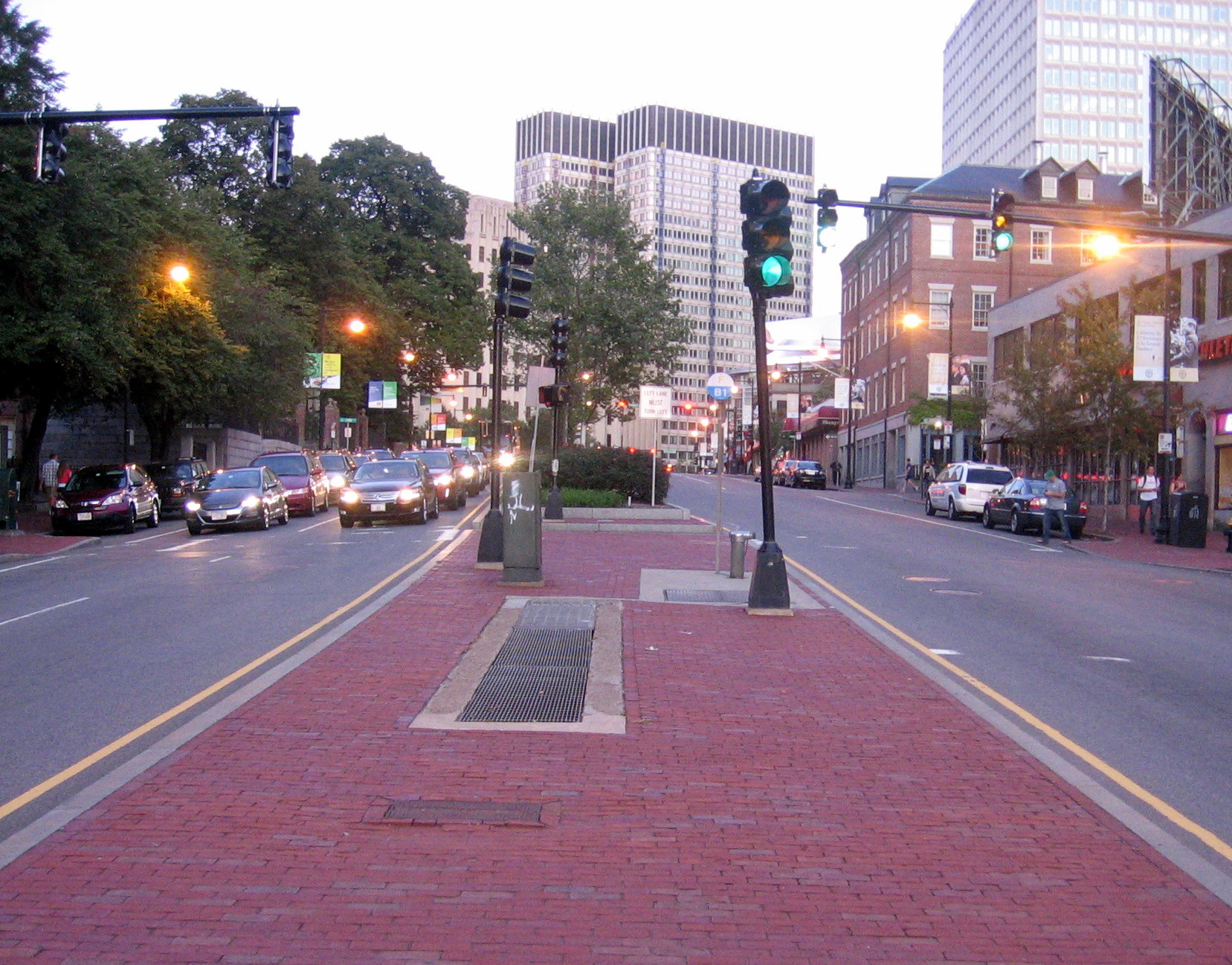
Ubicación de Joy Street

El East Boston Tunnel, abrió en 1904, fue la primera sección subterránea en el mundo en operar bajo el océano. Fue inicialmente diseñada para operar con trenes ligeros, y operaba desde Maverick a Court Street vía la Calle State.  En 1906,  la Estación Atlantic (ahora Aquarium) fue inaugurada, con una conexión a la  Avenida Atlantic Elevada.  En 1916, la terminal en Court Street fue cambiada a Bowdoin, y la estación Scollay Square (ahora Government Center) fue inaugurada cerca de la estación cerrada de Court Street.
En 1925, la parte subterránea del sistema fue adaptada para operar con plataformas más altas, y para que los vagones del sistema de tránsito rápido iniciaran servicios expresos entre Bowdoin y Maverick. Desde 1952 a 1954, se creó una extensión a nivel de la calle en el difunto Ferrocarril de Boston, Revere Beach y Lynn, desde Maverick a la actual terminal en Wonderland. El antiguo ferrocarril era de ancho estrecho, pero fue convertido a ancho estándar  para que operara con la Extensión Revere que formaba parte del Metro de Boston.
La línea, cuyo nombre oficial era East Boston Tunnel & Revere Extension por la MTA desde 1952, cambió de nombre a la línea Azul el 26 de agosto de 1965  como parte del nuevo sistema de nomenclatura del Metro de Boston basado en colores. El color azul representaba al agua, ya que la línea pasa bajo el Puerto de Boston y pasa cerca de la costa en casi todo su recorrido.

### Ruta actual
La línea se conecta con la Línea Verde en Government Center, conectándose con la línea Naranja en la Calle State,  proveyendo servicio a la Estación Aeropuerto con una conexión gratis al Aeropuerto Internacional Logan.
La línea Azul es la única línea del sistema en proveer servicio a un único distrito del Senado Estatal — el distrito de Suffolk y el distrito de Middlesex.